# Miroslav Somr
Miroslav Somr (ur. 1931, zm. 12 października 2016) – czeski pedagog, filozof wychowania, profesor uniwersytecki.

## Życiorys
Ukończył filozofię i pedagogikę na Wydziale Filozoficznym Uniwersytetu Karola w Pradze. Po zakończeniu studiów podjął pracę nauczyciela szkoły podstawowej w Krzywolkacie. W 1965 zatrudniono go na stanowisku adiunkta na Wydziale Pedagogicznym Południowoczeskiego Uniwersytetu w Czeskich Budziejowicach. Pełnił również funkcję dziekana na tej uczelni. Z uniwersytetem tym współpracował do 2015.
Specjalizował się przede wszystkim w historii pedagogiki i dziejach oświaty szkolnej, a w szczególności ważne były jego prace poświęcone Janowi Ámosowi Komenskiemu. W ostatnich latach życia zajął się filozofią wychowania, w tym aporią kształcenia, problematyką sprawowania władzy, rozwoju ludzkości i humanizmu w publikacjach Komenskiego, Jana Husa, Georga Wilhelma Friedricha Hegla oraz Tomasza Masaryka.

## Dzieła
Główne dzieła:
- Hegel a pedagogika, 1971,
- Nástin dějin školství a pedagogiky (Zarys dziejów szkolnictwa i pedagogiki), 1987,
- Idea vzdělání a dialektika vzdělávání (Idea a dialektyka kształcenia), 1988,
- Kapitoly z didaktiky vzdělávání dospělých (O kształceniu dorosłych), 2008,
- Kapitoly z dějin filosoficko-pedagogického myšlení (Z dziejów filozoficzno-pedagogicznej myśli), 2009,
- Vědění je moc – Scientia potestas est (Nauka jest potęgą), 2010,
- Hegelova edukační teorie (Heglowska teoria edukacji), 2011,
- Jan Amos Komenský, 2013[3].